# Zeevang
Zeevang er en kommune i Holland, i provinsen Nordholland.

## Befolkningscentre
Kommunen Zeevang består af de følgende byer, landsbyer, og/eller distrikter: Beets, Etersheim, Hobrede, Kwadijk, Middelie, Oosthuizen, Schardam, Warder.

## Lokal ledelse
Kommunalrådet i Zeevang har 13 pladser, der er fordelt som følger:
- Gemeente Belangen Zeevang (GBZ) – 5
- VVD – 4
- PvdA – 3
- CDA – 1

## Fodnoter
1. ↑  CBS, Statline